# Келюшик Дар'я Олексіївна
Дар'я Олексіївна Келюшик (нар. 21 листопада 2003, Херсонська область, с.Суханове Бериславського району) — українська футболістка, воротарка жіночої збірної України.

## Клубна кар'єра
Футболом розпочала займатися з 12-річного віку за порадою свого дядька, який грав на аматорському рівні. Спочатку виступала на позиції правої захисниці. Спочатку грала на аматорському рівні. У березні 2019 року підписала контракт з «Дніпром-1». У футболці дніпровського клубу дебютувала 12 квітня 2019 року в програному (0:8) домашньому поєдинку Вищої ліги України проти «Єдності-ШВСМ». Дар'я вийшла на поле в стартовому складі та відіграла увесь матч. У весняно-літній частині сезону 2018/19 років зіграла 4 матчі в чемпіонаті України та 1 поєдинок у кубку України.
Влітку 2019 року на запрошення Володимира Єфімако перейшла в «Ніку». У футболці миколаївського клубу дебютувала 24 серпня 2019 року в переможному (1:0) виїзному поєдинку Першої ліги України проти ХОВУФКС. Келюшик вийшла на поле в стартовому складі та відіграла увесь матч. У першому сезоні в складі «Ніки» допомогла своїй команді виграти Першу лігу та здобути путівку до Вищої ліги, при цьому в чемпіонаті усі (3) матчі відіграла «на нуль». Після цього провела 1 сезон у вищому дивізіоні жіночого чемпіонату України, під час якого в миколаївської команди виникли фінансові труднощі. 
Напередодні старту сезону 2021/22 років отримала запрошення від віце-президента клубу Артема Гагаріна перейти до «Кривбасу». 13 липня 2021 року уклала контракт з вищевказаним клубом. У футболці криворізького клубу дебютувала 31 липня 2021 року в нічийному (1:1) виїзному поєдинку 1-го туру Вищої ліги України проти «Восхода» (Стара Маячка). Дар'я вийшла на поле в стартовому складі та відіграла увесь матч. 
У складі криворізької команди Келюшик виграла срібні та бронзові медалі чемпіонату України, а у 2024 році «Кривбас» та «Колос» домовились про повноцінний трансфер гравчині, сума якого склала 1 млн гривень.

## Кар'єра в збірній
Навесін 2019 року отримала перший виклик до дівочої збірної України (WU-17), у футболці якої дебютувала 13 травня 2019 року в програному (1:2) виїзному поєдинку проти одноліток з Фінляндії. Дар'я вийшла на поле в стартовому складі та відіграла увесь матч. Загалом у футболці команди U-17 зіграла 5 матчів (9 пропущених м'ячів).
20 жовтня 2021 року отримала свій перший виклик до жіночої молодіжної збірної України (WU-19) в програний (1:4) виїзний поєдинок 1-го раунду Ліги А чемпіонату Європи проти одноліток з Нідерландів, але так і залишилася на лаві запасних. 
За команду до 19 років Келюшик не зіграла жодної хвилини, адже через впевнену гру за свій клуб її почали викликати у національну збірну. Дебютувала у складі збірної 31 жовтня 2023 року[джерело?] в матчі жіночої Ліги націй УЄФА у грі проти збірної Греції[первинне джерело].

## Досягнення
«Кривбас» (Кривий Ріг)
- Вища ліга України:
  -  Віце-чемпіон: 2022/23
  -  Бронзовий призер: 2023/24
- Кубок України:
  -  Фіналіст: 2023

«Ніка» (Миколаїв)
- Перша ліга України:
  -  Чемпіон (1): 2019/20